# Индустријска зона Бора Баса (Форли-Чезена)
Индустријска зона Бора Баса је насеље у Италији у округу Форли-Чезена, региону Емилија-Ромања.
Према процени из 2011. у насељу је живело 7 становника. Насеље се налази на надморској висини од 72 м.